# Haematomantispa nubeculosa
Haematomantispa nubeculosa is een insect uit de familie van de Mantispidae, die tot de orde netvleugeligen (Neuroptera) behoort. 
Haematomantispa nubeculosa is voor het eerst wetenschappelijk beschreven door Navás in 1933.